# Bianor biocellosus
Bianor biocellosus är en spindelart som beskrevs av Simon 1902. Bianor biocellosus ingår i släktet Bianor och familjen hoppspindlar. Inga underarter finns listade.